# هال ووكر
هال ووكر (بالإنجليزية: Hal Walker)‏ هو مخرج أمريكي، ولد في 20 مارس 1896 في أوتوموا في الولايات المتحدة، وتوفي في 3 يوليو 1972 في تراساي في الولايات المتحدة.

## وصلات خارجية
- هال ووكر على موقع IMDb (الإنجليزية)
- هال ووكر على موقع ألو سيني (الفرنسية)
- هال ووكر على موقع أول موفي (الإنجليزية)
- هال ووكر على موقع قاعدة بيانات الأفلام السويدية (السويدية)
- هال ووكر على موقع إن إن دي بي (الإنجليزية)
- هال ووكر على موقع قاعدة بيانات الفيلم (الإنجليزية)
- هال ووكر على موقع كينوبويسك (الروسية)